# Février 1905

## Événements
- Russie : troubles agraires.

- 2 février :
  - Première apparition de Bécassine lors de la sortie du numéro 1 de La Semaine de Suzette.
  - Alexandre Boulyguine devient ministre de l’Intérieur.

- Nuit du 3 février : début d'un soulèvement armé en Argentine, conduit par l’Union civique radicale d’Hipólito Yrigoyen. Le gouvernement réussit à l’endiguer.

- 6 - 9 février : le vice-roi de Transcaucasie, le prince Galitzine, arme les Tartares d’Azerbaïdjan et les lance contre les Arméniens, à Bakou d’abord, puis dans toute la Transcaucasie. Les Arméniens résistent, et les combats cessent en août, lorsque les deux communautés ont démasqué la duplicité des Russes qui les ont dressés les uns contre les autres. Galitzine est rappelé.

- 11 février : commission Chidlovski, chargée d’enquêter sur la condition ouvrière.

- 17 février, Russie : assassinat du grand-duc Serge, oncle du tsar, par un socialiste-révolutionnaire. (Contexte historique de l'œuvre : Les Justes écrite par Albert Camus).

- 19 - 22 février : affrontement à Bakou entre Arméniens et Tatars.

- 20 février : les étudiants de Saint-Pétersbourg se joignent au mouvement insurrectionnel.

- 21 février - 10 mars (Guerre russo-japonaise) : défaite russe de Moukden. Les Japonais sont maîtres de toute la Mandchourie centrale et méridionale. Le tsar ordonne la levée de troupes supplémentaires.

- 27 février, Canada : Clifford Sifton démissionne du cabinet de Wilfrid Laurier.

## Naissances
- 6 février : Wladislaw Gomulka, homme politique polonais († 31 août 1982).
- 7 février : Paul Nizan, écrivain français († 23 mai 1940).
- 8 février : Louis-Philippe Pigeon, juge à la cour suprême († 23 février 1986).
- 12 février : 
  - Harry Bellaver, acteur américain († 8 août 1993).
  - Federica Montseny, femme politique espagnole († 14 janvier 1994).
- 13 février : Henri Derringer, résistant et officier de carrière français d'origine allemande († 1er décembre 1974).
- 15 février : Mayo (Antoine Malliarakis), peintre grec († 1er octobre 1990).
- 21 février :
  - Lev Atamanov, réalisateur russe de films d'animation. († 12 février 1981).
  - Jacques Baron, poète surréaliste français († 30 mars 1986)

## Décès
- 2 février : Henri Germain, banquier, fondateur du Crédit lyonnais.
- 4 février : Louis-Ernest Barrias, sculpteur français (° 13 avril 1841).
- 9 février : Adolph von Menzel, peintre allemand (° 8 décembre 1815).
- 15 février : Lewis Wallace, écrivain américain.